# Veresa Toma
Veresa Toma (26 de agosto de 1981) es un futbolista fiyiano que juega como delantero en el Rewa FC.

## Carrera
Debutó en 1999 en el Nadroga FC. En 2001 fichó con el Gombak United de Indonesia, pero solo jugó una temporada en dicho club. Tuvo un corto paso en 2003 por el Bentleigh Greens de Australia, previo a su llegada al Nadi FC de su país. En 2006 abandonó Fiyi para volver a jugar en Australia, esta vez en el Oakleigh Cannons. En 2008 jugó 6 meses en el Hekari United papú, luego fue transferido al Navua FC, para finalmente llegar, en 2009 en el Rewa FC.

### Clubes
| Club             | País               | Año               |
| ---------------- | ------------------ | ----------------- |
| Nadroga FC       | Fiyi               | 1999 - 2001       |
| Gombak United    | Indonesia          | 2001 - 2002       |
| Bentleigh Greens | Australia          | 2003              |
| Nadi FC          | Fiyi               | 2003 - 2006       |
| Oakleigh Cannons | Australia          | 2006 - 2008       |
| Hekari United    | Papúa Nueva Guinea | 2008              |
| Navua FC         | Fiyi               | 2008 - 2009       |
| Rewa FC          | Fiyi               | 2009 - actualidad |

### Selección nacional
Disputó 6 partidos y convirtió 7 goles representando a Fiyi.